# Branco (Cabo Verde)
Branco é um ilhéu do grupo de Barlavento do arquipélago de Cabo Verde. É desabitado e é o habitat conhecido de várias espécies endémicas de lagartos, scinco caboverdiano (Macroscincus), aves e vida marinha.  O Branco e os ilhéus adjacentes (Santa Luzia e Raso) constituem uma reserva natural.  O Ilhéu Branco é um ilhéu rochoso rectangular.

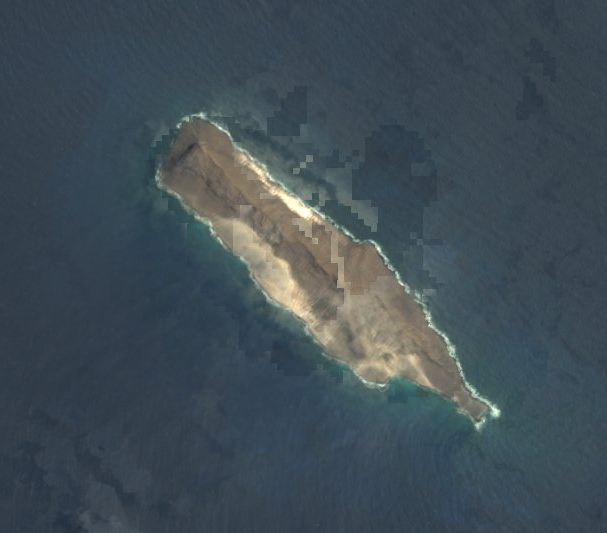
Ilhéu Branco, imagem de Sentinel-2

As  temperaturas variam de 25 °C no Verão e 20 °C no Inverno.
Situa-se a Sudoeste de São Vicente, Leste de Santa Luzia e Sudoeste do próximo ilhéu Raso.